# Orkla Group
Orkla je norská holdingová společnost. Působí v severní, střední a východní Evropě, Asii a USA. Orkla se převážně zabývá značkovým spotřebním zbožím, hliníkovými výrobky a finančními investicemi. Byla založena v roce 1654.
Společnost Orkla se dělí do čtyř obchodních oblastí:
- Orkla Foods (potraviny)
- Orkla Confectionery & Snacks (cukrovinky a podobné zboží)
- Orkla Home & Personal (produkty do domácnosti)
- Orkla Food Ingredients (ingredience pro přípravu jídla)

Společnost Orkla ASA je přímým vlastníkem české společnosti Orkla Foods Česko a Slovensko, v letech 1992 až 2013 nesoucí název Vitana a.s. Tato společnost je od roku 2016 vlastníkem potravinářské společnosti Hamé.

## Historie
Firma Orkla v roce 1654 začala s těžbou pyritu v norském městě Løkken Verk. Později firma začala s těžbou mědi, ale v roce 1845 těžbu ukončila.
V roce 2013 Orkla koupila českou společnost Vitana. 11. prosince 2015 se Orkla dohodla o převzetí české potravinářské firmy Hamé. Od 1.1.2019 došlo ke spojení obou společností za vzniku Orkla Foods Česko a Slovensko.